# Барснево
Барснево — село в России, расположено в Клепиковском районе Рязанской области. Входит в состав Уткинского сельского поселения.

## Географическое положение
Село Барснево расположено примерно в 26 км к юго-востоку от центра города Спас-Клепики на реке Шековка. Ближайшие населённые пункты — деревня Желудково к северу, деревня Озерки к востоку и деревня Извеково к западу.

## История
Барснево в качестве погоста с церковью Преображения упоминается в писцовых книгах Старорязанского стана в 1629 г. В 1864 г. в селе была построена деревянная церковь в честь Живоначальной Троицы. Церковь существовала до 1974 г., когда сгорела от удара молнии. Сейчас в селе есть действующая Троицкая церковь, относящаяся к Клепиковскому благочинию Касимовской епархии.
В 1905 году село входило в состав Неверовской волости Касимовского уезда и имело 39 дворов при численности населения 219 чел.
С 1929 по 1963 годы село входило в состав Тумского района.

## Население
| 1859 | 1906 | 2010 |
| ---- | ---- | ---- |
| 164  | ↗219 | ↘8   |

## Транспорт и связь
Село связано с посёлком Тума грунтовой дорогой.
Село Барснево обслуживает сельское отделение почтовой связи Сусово (индекс 391010).